# آرفلکس
آرفلکس (انگلیسی: Arflex) شرکت لوازم خانگی ایتالیایی است، که در سال ۱۹۴۸ تأسیس شد.